# Pico Bogue
 (octobre 2018).
Si vous disposez d'ouvrages ou d'articles de référence ou si vous connaissez des sites web de qualité traitant du thème abordé ici, merci de compléter l'article en donnant les références utiles à sa vérifiabilité et en les liant à la section « Notes et références ».
Pico Bogue est une série de bandes dessinées créée par la scénariste Dominique Roques et le dessinateur et coloriste Alexis Dormal, respectivement mère et fils, et publiée aux éditions Dargaud.

## Présentation
Le titre fait référence au nom du personnage principal : Pico, un enfant d'une dizaine d'années.

## Personnages

### La famille Bogue
- Pico : De son vrai nom Picolino Bogue, il est le personnage principal. Amateur de bicyclette, il a une épaisse tignasse de cheveux roux constamment en bataille, et est habituellement vêtu d'un t-shirt rouge et d'un pantalon vert. Ses jeux de mots et ses réflexions donnent aux albums un humour subtil et intelligent. Bien qu'il se chamaille très souvent avec sa petite sœur et donne beaucoup de fil à retordre à ses parents, il aime énormément sa famille.
- Ana Ana : Petite sœur de Pico, elle est blonde et généralement habillée d'une marinière rouge et blanche ainsi que d'un jean bleu. Une série secondaire lui est entièrement consacrée. Bien que plus naïve que son grand frère, elle est également très vive pour son âge.
- M. Bogue : Père de Pico et d'Ana Ana, il s'évertue à donner une bonne éducation à ses enfants qu'il aime énormément, bien qu'ils l'agacent très souvent. Il est la seule source de revenus de la famille, son épouse étant mère au foyer.
- Mme Bogue : Mère de Pico et d'Ana Ana, elle est mère au foyer, ce qui lui donne souvent l'occasion de critiquer les autres membres de sa famille lorsqu'elle doit assumer seule les tâches ménagères. Très attentive à la santé de ses enfants, elle passe beaucoup de temps à éviter qu'ils n'abusent des gâteaux et autres desserts qu'elle prépare.
- Antoine : Oncle de Pico et Ana Ana. Ils vont passer un séjour avec lui (sans leurs parents) dans l'album Restons calmes, durant lequel il s'efforce de garder son calme devant le défi que posent les enfants, qui finissent même par se perdre en mer. Antoine possède un chiot nommé Kairos.
- Papic et Mamite : Grands-parents maternels de Pico et Ana Ana. Ils rendent régulièrement visite à leurs petits-enfants ou les accueillent chez eux. Extrêmement gentils à l'égard de leur famille, ils donnent très souvent des leçons de vie à Pico et Ana Ana grâce à leurs propres expériences. Tout comme Antoine, ils adoptent un chien nommé Flash.

### Les amis
- Charlie : Grand ami de Pico, il se distingue par ses gros yeux et son tempérament colérique et ombrageux. Il menace souvent de répliquer par la violence aux farces que lui fait Pico.
- Barnabé : Un autre ami de Pico, beaucoup plus calme, qui fait parfois preuve d'un certain manque de confiance en lui. Lassé de voir des bagarres dans la cour de récréation, il s'intéresse aux origines de la violence.
- Norma : Meilleure amie d'Ana Ana, chez qui elle se rend très souvent. Elles adorent embêter Pico tandis que celui-ci fait ses devoirs. Brune avec une épaisse mèche qui lui masque un œil, elle porte généralement un jean et un t-shirt rouge. Infatigable romantique, elle se pâme d'affection pour un camarade de classe, Hugues.
- Lucie : Camarade de classe de Pico, qui a un faible pour elle, bien que Lucie ne semble pas manifester le même intérêt.

### Les adultes
- Bobby : Buraliste chez qui Pico vient souvent acheter des bonbons. Il parle souvent de sport à Pico, au désespoir de ce dernier, qui cherche principalement à amadouer Bobby pour avoir des bonbons gratuitement. C'est Bobby qui donne à Pico un petit livre détaillant l'étymologie de nombreux mots que Pico consulte à de multiples reprises.
- L'institutrice : Maîtresse d'école de Pico, elle fait de son mieux pour assurer son rôle, se désolant des résultats inégaux de Pico, mais sachant le féliciter lorsque son travail le mérite.
- Le professeur de sport : Professeur de Pico, il désespère de motiver ce dernier à manifester de l'enthousiasme envers les activités physiques, qu'il s'agisse d'athlétisme, de gymnastique ou de natation. Il perd régulièrement patience face à Pico et son esprit vif.

## Albums

### Série principale
1. La Vie et moi (16 mai 2008)
2. Situations critiques (31 mars 2009)
3. Question d'équilibre (13 novembre 2009)
4. Pico Love (12 novembre 2010)
5. Légère Contrariété (4 novembre 2011)
6. Restons calmes (8 novembre 2013)
7. Cadence infernale (31 octobre 2014)
8. L'Original (6 novembre 2015)
9. Carnet de bord (10 novembre 2016)
10. L'Amour de l'art (3 novembre 2017)
11. L'heure est grave (19 avril 2019)
12. Inséparables (25 septembre 2020)
13. Sur le chemin (17 septembre 2021)
14. Un calme fou (23 septembre 2022)
15. Les Heures et les Jours (13 octobre 2023)
16. Haïku (4 octobre 2024)

### Série dérivée:Ana Ana
Une série d'albums de jeunesse a été créée pour les plus petits. Elle se focalise sur le personnage de Ana Ana, la petite sœur de Pico Bogue.
1. Douce Nuit (5 octobre 2012)
2. Déluge de chocolat (5 octobre 2012)
3. Une virée à la mer (14 mars 2014)
4. Les Champions du désordre (5 septembre 2014)
5. Super-héros en herbe (6 mars 2015)
6. Tous au bain! (11 septembre 2015)
7. On n'a pas peur du noir ! (4 mars 2016)
8. Coup de peigne pour touffe de poils (2 septembre 2016)
9. La Savane dans mon jardin (10 mars 2017)
10. Ana Ana est malade (18 août 2017)
11. Ana Ana très pressée (9 mars 2018)
12. Je ne veux PAS être une princesse ! (7 septembre 2018)
13. Papillons, lilas et fraises des bois (19 avril 2019)
14. Un bel hiver (25 octobre 2019)
15. Les Doudous libraires (6 mars 2020)
16. L'Étrange Dessin (25 septembre 2020)
17. Va-t'en, va-t'en, chagrin ! (19 mars 2021)
18. L'Histoire incroyable (17 septembre 2021)
19. Touffe de poil, drôle d'animal (4 mars 2022)
20. Joyeux anniversaire ! (23 septembre 2022)
21. Comment bien dormir avec six doudous ? (10 mars 2023)
22. Joyeux Noël (13 octobre 2023)
23. Le Sable, les Vagues et Touffe de poils (8 mars 2024)
24. Les Doudous licornes (4 octobre 2024)
25. Le Grand pique-nique (21 mars 2025)

### L'Étymologie avec Pico Bogue
L'étymologie avec Pico Bogue est une série où l'on retrouve les personnages de la série principale Pico Bogue. Dans cette série, Pico et ses amis racontent l'étymologie des mots avec humour.
1. L'Étymologie avec Pico Bogue (7 septembre 2018)
2. L'Étymologie avec Pico Bogue, volume II (27 septembre 2019)
3. L'Étymologie avec Pico Bogue, volume III (19 mars 2021)

## Distinctions
Paru en 2020, le tome 12, Inséparables, figure dans la sélection pour le Fauve d'or au Festival d'Angoulême 2021.
- 2009 : Prix Saint-Michel de l'avenir (avec Alexis Dormal), pour Pico Bogue, t. 2 : Situations critiques[4].
- Prix Bédélys Jeunesse, ville de Montréal, 2010[réf. nécessaire]